# ريفاروني
ريفاروني (بالإيطالية: Rivarone)‏ هي بلدية في مقاطعة ألساندريا في إقليم بييمونتي في إيطاليا.

## السكان
في سنة 1861 بلغ عدد السكان 1٬002 نسمة، وتطور العدد ليصل في سنة 2011 لـ 363 نسمة.
يظهر هذا المخطط البياني تطور النمو السكاني لـ ريفاروني